# Ольговка (Кировоградская область)
Ольговка (укр. Ольгівка) — село в Новгородковской поселковой общине Кропивницкого района Кировоградской области Украины.
До 2020 года входило в Новгородковский район
Население по переписи 2001 года составляло 24 человека. Почтовый индекс — 28214. Телефонный код — 5241. Код КОАТУУ — 3523486903.